# GETCHA!
GETCHA!（ゲッチャ！）は1995年に神戸で結成されたロックバンド。
阪神・淡路大震災で傷ついた人々、街を音楽で勇気づけたいという思いから、自らの自宅も全壊したボーカルの春名慎太郎を中心に結成。
メンバーはベースの長尾祥史、ギターの安井英俊、ドラムの楯川徹也の4名。以後、関西を中心に活動を行っている。
作品の多くは恋愛をテーマにしたものが多いが、「山陽電鉄」や「東二見」、「淡路島」、「須磨浦」など地元と関係が深い鉄道や地名が曲名や歌詞に登場する。
2003年7月にインディーズレーベルよりセカンドアルバム「！～エクスクラメーション」で全国デビュー。収録曲の「Fight」が第85回全国高校野球選手権兵庫大会の録画中継番組（CATV神戸　現：J:COM神戸三木制作　兵庫CATV4社放送）の主題歌に「永遠」がエンディング曲に起用される。また2004年には同局放送のこうべまつりスペシャル番組のテーマ曲に「Sun-Sea-Go」が起用される。
2015年、山陽電車とのコラボ曲「それゆけ！！山電」（作詞・作曲／春名慎太郎、編曲／GETCHA!）をシングルリリース。山陽電鉄協力のもと「それゆけ！！山電」のミュージックビデオを江井ヶ島駅で撮影した。同曲はJOYSOUNDから、本人映像でカラオケ配信がされている。
2018年7月にシンガーソングライターで作曲家の成瀬英樹をプロデューサーに迎え、シングル「神戸ベイブルース」（作詞／春名慎太郎、NALU　作曲／春名慎太郎 編曲／成瀬英樹）をリリース。 
2019年10月20日、兵庫県芦屋市の芦屋ルナホール（芦屋市民センター大ホール）において、初となるホールワンマンライブ（主催：芦屋市、芦屋市教育委員会　後援：ラジオ関西）を開催。満員の観客を集め成功を収めた。
2021年8月、毎年開催している阪神淡路大震災チャリティーライブで車イスを贈る活動が認められ、東京2020パラリンピックの聖火ランナーに選ばれ、ボーカルの春名が東京都を走った。

## 概要
- 地元神戸のAM、FMラジオをはじめ、ケーブルテレビ、新聞においても紹介されることが多い。
- バンド名の「GETCHA!」は、Beach Boysの「Getcha Back」という曲から付けられたものだが、英語のスラングでは「取り戻す」という意味もあり、震災で傷ついた人たちの笑顔を取り戻すという願いも込められているとNHK神戸のニュースにおけるインタビューで春名が語っている。
- 全国販売したレーベルは現在倒産しており、他のレーベル（a.d.p records）から販売されている。
- 毎年1月17日（阪神淡路大震災が起きた日）前後に、チャリティーワンマンLIVEを開催し収益で車イスを購入し、 兵庫県社会福祉協議会を通じ兵庫県下の自治体に車イスを寄贈している。

## メンバー
春名慎太郎（はるなしんたろう、10月6日生）／ボーカル、作詞・作曲
神戸市出身。血液型はB型。
長尾祥史（ながおしょうじ、4月4日生）／ベース、コーラス
神戸市出身。血液型はO型。
安井英俊（やすいえいしゅん、5月30日生）／ギター、コーラス
神戸市出身。血液型はO型。
楯川徹也（たてかわてつや、8月1日生）／ドラム
神戸市出身。血液型はA型。
- 何度かのメンバーチェンジ後、現在の構成になっている。
- ライブは下記のサポートメンバー二人が加わることが多い。

田中和範（たなかかずのり）／サポートサックス
橋本大輔（はしもとだいすけ）／サポートキーボード

## 略歴
1995年
- 7月—ボーカル（作詞・作曲担当）の春名を中心に神戸で結成。

2000年
- スカイパーフェクTVの音楽番組「MUSIC REVIEW」出演。『Precious Smile』が5月度月間リクエスト全国第2位を獲得。
- 8月―ファーストアルバム「HEY!!CHELU」を発表。

2001年
- Kiss-FM神戸の「Go'round the Chart Radio」にゲスト出演。
- 8月―着うたサイト「うたうターンテーブル」（日本ユニシス情報システム社、トーリューモン社提携業務）において、 ファーストアルバムの全曲の着うた配信開始。

2002年
- 3月―ラジオ関西の「これからナイト!ヤンガンフライデー」にゲスト出演。
- 3月―ケーブルテレビ神戸（現：J:COM神戸三木）の音楽番組「ざっくばらん」（MC：T.K.O）にゲスト出演。

2003年
- 7月―兵庫ケーブルテレビ数社で『神戸発インディーズバンド”GETCHA!” ライブ密着』（制作：ケーブルテレビ神戸）放送。
- 7月―セカンドアルバム「！～エクスクラメーション～」を発表。全国のCDショップで販売開始。
- 7月―「第85回全国高校野球選手権兵庫大会」の録画中継番組（兵庫ケーブルテレビ各社放送）の主題歌に「Fight!」、 エンディング曲に「永遠」が起用される。
- 7月―近畿ケーブルテレビ25社共同制作番組の「関西てんこもり！」で紹介され、スポットCMが放送される。
- 7月―神戸新聞朝刊、産経新聞夕刊掲載。

2004年
- 6月―兵庫ケーブルテレビ4社（CATV神戸、明石ケーブルテレビ、加古川BAN-BANテレビ、姫路ケーブルテレビ）制作の 「ゆめタク」で「～終わらない夢　GETCHA!～」が放送される。
- 6月―ケーブルテレビ神戸（現：J:COM神戸三木）の『新ワイド！おさわがせしま～す。』（神戸まつりスペシャル）の オープニングに「Sun-Sea-Go」が起用される。

2005年
- 7月―3枚目にして初のミニアルバム「G」を発表。

- 8月―J:COM神戸芦屋の情報番組「あし☆こべパラディッソ!!」でGETCHA!のドキュメンタリー（ライブ、インタビューの 模様）が放送される。

2008年
- 8月―ラジオ関西の「ただいまライブちゅう～」にゲスト出演。
- 9月―J:COMの音楽番組「J★SONG」にマンスリーアーティストとして出演。

2009年
- 7月―J:COMの音楽番組「J★SONG」が再放送される。

2010年
- 1月―神戸新聞朝刊掲載。
- 1月―J:COM神戸芦屋の情報番組「さりげにゲツキン！」でライブの模様が放送される。
- 1月―NHK神戸の夕方のニュース「NEWS神戸発」でチャリティライブの模様が放送される。

2015年
- 7月ーシングル「それゆけ！！山電」（作詞・作曲／春名慎太郎　編曲／GETCHA!）をリリース。
- 8月ーJOYSOUNDから「それゆけ！！山電」のカラオケ配信スタート。
- 10月ー「山陽鉄道フェスティバル2015」に出演。

2017年
- 7月－SUN-TVでスポットCM放送。

2018年
- 1月ー阪神淡路大震災チャリティワンマンLIVE（18年目）を開催し、ライブの収益で購入した車イス4台を 兵庫県社会福祉協議会[1]を通して、相生市、明石市、赤穂市、芦屋市に寄贈。
- 7月ーシングル「神戸ベイブルース」（作詞／春名慎太郎、NALU　作曲／春名慎太郎　編曲／成瀬英樹）をリリース。

2019年
- 1月ー阪神淡路大震災チャリティワンマンLIVE（19年目）を開催し、ライブの収益で購入した車イス4台を 兵庫県社会福祉協議会を通して、宝塚市、高砂市、多可町、太子町に寄贈。
- 10月ー10月20日に初のホールワンマンライブ「GETCHA! LIVE IN ASHIYA～この町が好き～」 （主催：芦屋市、芦屋市教育委員会、後援：ラジオ関西）を芦屋ルナホール（芦屋市民センター／大ホール）で 開催。満員の観客を集め、成功を収めた。

2020年
- 1月ー阪神淡路大震災チャリティーワンマンLIVE「My 25Years, Your 25Years.」（20回目）を開催。 ライブの収益で車イス4台を購入し、兵庫県社会福祉協議会を通して、兵庫県淡路市、伊丹市、市川町、猪名川町に寄贈。
- 9月ー4枚目となるアルバム「Sorry for being out of season」をリリース。

2021年
- 1月ーコロナ禍の中、観客数を制限し、阪神淡路大震災チャリティーワンマンLIVE（21回目）を開催。ライブの収益で 車イス1台を購入。芦屋市に寄贈し、伊藤舞芦屋市長より感謝状を授与される。
- 8月ーGETCHA!の長年にわたるチャリティーライブで車イスを贈る活動が評価され、東京2020パラリンピックの 聖火ランナーに選ばれる。ボーカルの春名がバンドを代表して東京都を走った。

2022年
- 1月ー22回目となる阪神淡路大震災チャリティーLIVEをチキンジョージでKiLLA、G.A.Pと共催。ライブの収益で 車イス4台を購入し、兵庫県社会福祉協議会を通し、兵庫県相生市、養父市、南あわじ市、三木市に寄贈した。またGETCHA!として車イスを芦屋市に1台寄贈し、伊藤舞芦屋市長より感謝状を授与される。
- 5月ーボーカルの春名慎太郎が急性心不全により緊急手術。入院と休養をSNSで発表。
- 7月ー春名の復活ワンマンライブをチキンジョージで開催。（神戸経済新聞参照）

2023年
- 4月ーさくらFM（兵庫県西宮市／78.7MHz）においてGETCHA!初の冠番組「それゆけ！ゲチャラジっ」を放送開始。

- 10月ー「山陽鉄道フェスティバル2023」に出演。

2024年
- 1月ー23回目となる「阪神淡路大震災チャリティーワンマンLIVE2024」をチキンジョージで開催。ライブ収益で車イス4台購入。兵庫県社会福祉協議会を通じ、兵庫県西宮市、西脇市、播磨町、姫路市に寄贈。
- ９月ーさくらFM（兵庫県西宮市／78.7MHz）の９月度の「SAKURA SUPER SONG」に「須磨浦September」が選ばれ、1カ月間ヘビーローテーションでオンエアされた。

2025年
- 1月ー24回目となる「阪神淡路大震災チャリティーワンマンLIVE2025」をチキンジョージで開催。ライブ収益で車イス4台購入。兵庫県社会福祉協議会を通じ、兵庫県加東市、上郡町、神河町、香美町に寄贈。
- 1月ー「阪神淡路大震災チャリティーワンマンLIVE」の紹介とメンバーのインタビューが毎日新聞1月22日（水）朝刊に掲載（毎日新聞参照）。

## 作品
| タイトル                      | リリース  |              | 収録曲 |
| ----------------------------- | --------- | ------------ | --- |
| HEY!! CHEL'U                  | 2000.8.5  | アルバム     | 1.Precious Smile 2.東二見で抱きしめて 3.August On Summerdays 4.この世の涯てで 5.Living In Japan 6.これから… |
| !～エクスクラメーション       | 2003.7.7  | アルバム     | 1.ひと夏のアモーレ 2.Fight! 3.瀬戸内恋唄 4.永遠 5.それゆけ!!山電 6.これから…                                |
| G                             | 2005.7.20 | ミニアルバム | 1.Sun-Sea-Go 2.その気にさせてね 3.紫陽花                                                                    |
| それゆけ!!山電                | 2015.8.2  | シングル     | 1.それゆけ!!山電 2.それゆけ!!山電（カラオケ）                                                               |
| 神戸ベイブルース              | 2018.7.19 | シングル     | 1.神戸ベイブルース 2.神戸ベイブルース（Inst） 3.神戸ベイブルース（Radio Mix）                               |
| Sorry for being out of season | 2020.9.23 | アルバム     | 1.よくある夏のラブソング 2.ドルフィンキック 3.まだ見ぬ君に 4.須磨浦September 5.SPUR                         |